# غوتفريت بوم
غوتفريت بوم (بالألمانية: Gottfried Böhm)‏ هو من أشهر المعماريين من مواليد 23 كانون الثاني 1920 ألمانيا.

## روابط خارجية
- غوتفريت بوم على موقع IMDb (الإنجليزية)
- غوتفريت بوم على موقع الموسوعة البريطانية (الإنجليزية)
- غوتفريت بوم على موقع مونزينجر (الألمانية)
- غوتفريت بوم على موقع قاعدة بيانات الفيلم (الإنجليزية)